# Mối quan hệ thân mật
Mối quan hệ thân mật hoặc mối quan hệ gần gũi là một mối quan hệ giữa các cá nhân liên quan đến sư thân mật về thể chất hoặc sự  thân mật cảm xúc. Mặc dù mối quan hệ thân mật thường là mối quan hệ tình dục, nó cũng có thể là mối quan hệ phi tình dục liên quan đến gia đình, bạn bè hoặc người quen. Sự thân mật trong cảm xúc liên quan đến cảm giác thích, cảm mến hoặc cảm nhận tình yêu một hoặc nhiều người, và có thể dẫn đến sự thân mật về thể xác. Sự gần gũi về thể xác được đặc trưng bởi tình yêu lãng mạn, hoạt động tình dục hoặc sự gắn bó đam mê khác. Những mối quan hệ này đóng một vai trò trung tâm trong kinh nghiệm tổng thể của con người. Con người có một mong muốn chung là được thuộc về và được yêu, điều này thường được thỏa mãn trong một mối quan hệ mật thiết. Các mối quan hệ như vậy cho phép một mạng xã hội cho mọi người hình thành các ràng buộc cảm xúc mạnh mẽ.

## Sự thân mật
Sự gần gũi liên quan đến cảm giác ở trong một quan hệ cá nhân, gần gũi và thuộc về nhau. Đó là một mối liên hệ tình cảm quen thuộc và rất gần gũi với người khác do kết quả của một mối ràng buộc được hình thành thông qua kiến thức và kinh nghiệm của người kia.  Sự thân mật thực sự trong các mối quan hệ của con người đòi hỏi sự đối thoại, minh bạch, dễ bị tổn thương và có đi có lại.  Dalton (1959) đã thảo luận về cách các nhà nhân chủng học và nhà nghiên cứu dân tộc học tiếp cận "thông tin bên trong" từ bên trong một môi trường văn hóa cụ thể bằng cách thiết lập mạng lưới các tri kỷ có khả năng (và sẵn sàng) để cung cấp thông tin không thể lấy được thông qua các kênh chính thức.
Trong các mối quan hệ của con người, ý nghĩa và mức độ thân mật khác nhau trong và giữa các mối quan hệ. Trong nghiên cứu nhân học, sự thân mật được coi là sản phẩm của sự quyến rũ thành công, một quá trình xây dựng mối quan hệ cho phép các bên tự tin tiết lộ những suy nghĩ và cảm xúc ẩn giấu trước đó. Những cuộc trò chuyện thân mật trở thành nền tảng cho "những tâm sự" (kiến thức bí mật) gắn kết mọi người lại với nhau.
Duy trì sự thân mật trong một khoảng thời gian liên quan đến nhận thức về cảm xúc và cá nhân được phát triển tốt. Sự thân mật liên quan đến khả năng cả hai người tham gia và cùng nhau tham gia vào một mối quan hệ thân mật. Murray Bowen gọi đây là "sự khác biệt bản thân", dẫn đến một mối liên hệ trong đó có một phạm vi cảm xúc liên quan đến cả xung đột mạnh mẽ và lòng trung thành mãnh liệt. Thiếu khả năng phân biệt bản thân với người khác là một dạng cộng sinh, một trạng thái khác với sự thân mật, ngay cả khi cảm giác gần gũi là tương tự nhau.
Hành vi thân mật kết hợp với các thành viên gia đình và bạn bè thân thiết, cũng như những người đang yêu. Nó phát triển thông qua tự tiết lộ qua lại và sự dũng cảm. Kỹ năng kém trong việc phát triển sự thân mật có thể dẫn đến việc đến với nhau quá gần một cách quá nhanh; đấu tranh để tìm ranh giới và duy trì kết nối; kém kỹ năng như một người bạn, từ chối tự tiết lộ hoặc thậm chí từ chối tình bạn và những người có chúng. Hậu quả tâm lý của các vấn đề thân mật được tìm thấy ở những người trưởng thành gặp khó khăn trong việc hình thành và duy trì các mối quan hệ thân mật. Các cá nhân thường trải qua những hạn chế của con người đối tác của họ và phát triển nỗi sợ về hậu quả bất lợi của các mối quan hệ thân mật bị phá vỡ. Các nghiên cứu cho thấy nỗi sợ của sự thân mật có liên quan tiêu cực đến sự thoải mái với sự gần gũi về cảm xúc và với sự hài lòng trong mối quan hệ, và liên quan tích cực đến sự cô đơn và lo lắng về tính cách của bản thân.
Mô hình phụ thuộc lẫn nhau của Levinger và Snoek chia sự phát triển của mối quan hệ mật thiết thành bốn giai đoạn: giai đoạn đầu tiên là giai đoạn không tiếp xúc, không có liên hệ giữa hai bên trong mối quan hệ; Giai đoạn thứ hai là nhận thức, có nghĩa là mọi người không có bất kỳ liên hệ bề ngoài hoặc sâu sắc nào với nhau, mà chỉ cần biết nhau; Giai đoạn thứ ba là tiếp xúc bề mặt, trong đó cả hai bên biết nhau và đã có liên hệ hời hợt; Giai đoạn thứ tư của giai đoạn cùng tồn tại (tương hỗ), đề cập đến sự phụ thuộc lẫn nhau đã tăng lên rất nhiều, cũng có sự tiếp xúc sâu sắc hiện có,